# St. Martin (Walzlings)

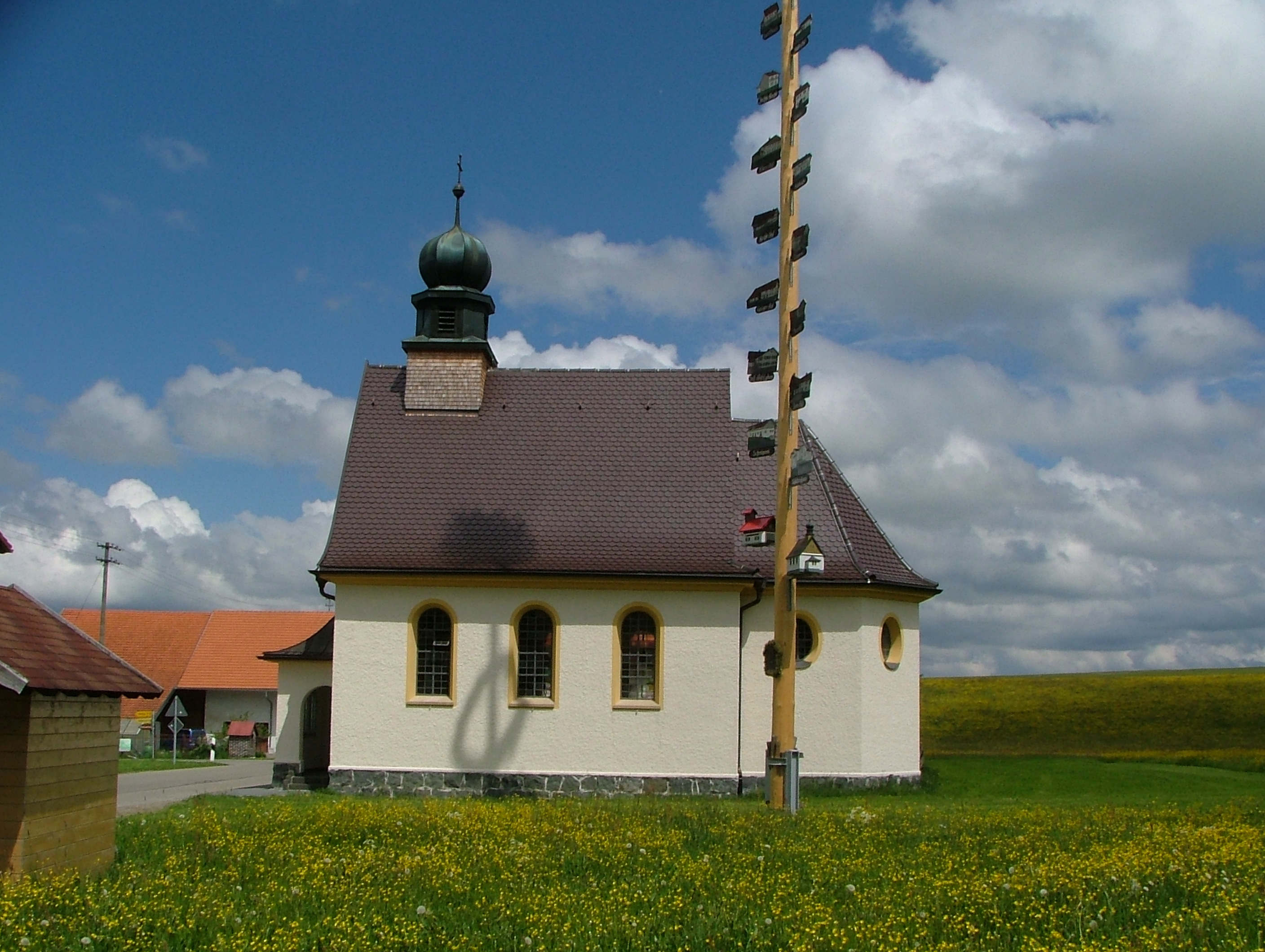
St. Martin in Walzlings

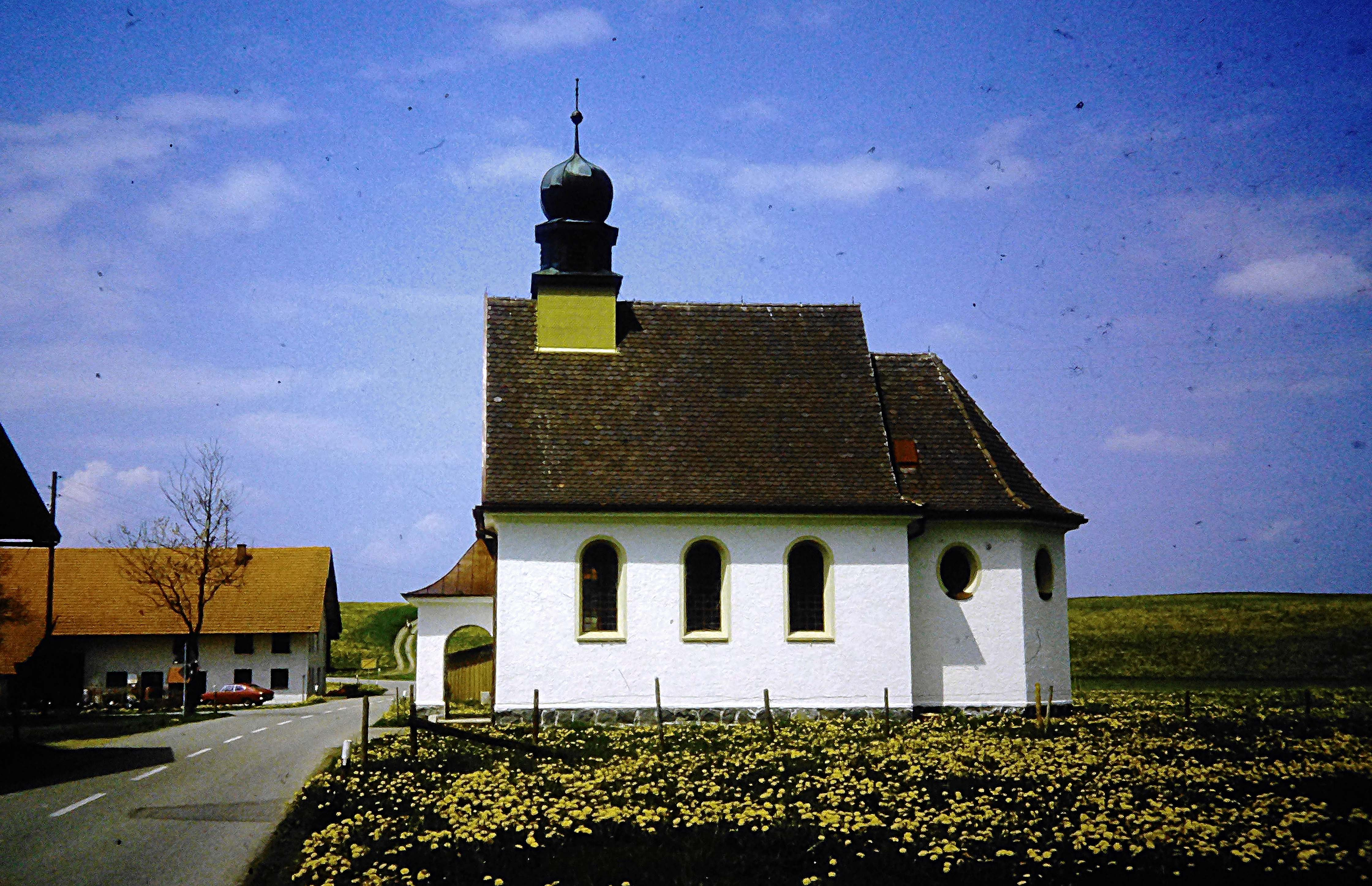
Kapelle St. Martin in Walzlings (1984)

Die römisch-katholische Kapelle St. Martin befindet sich in Walzlings, einem Ortsteil von Altusried im Landkreis Oberallgäu (Bayern). Die geostete Kapelle, ein Neubau von 1930, steht unter Denkmalschutz. Sie besteht aus einem Rechteckbau zu drei Fensterachsen. An diesen schließt sich der eingezogene dreiseitig geschlossene Chor mit einer Fensterachse aus Rundfenstern an. Die Kapelle ist mit einem Satteldach gedeckt, auf dessen westlichem Giebel ein Dachreiter mit Zwiebelhaube aufgesetzt ist.
Vom ehemaligen Hochaltar der Pfarrkirche in Kimratshofen stammt der Rokoko-Tabernakel aus der Zeit um 1760. Ebenso aus Kimratshofen stammen die vier Kreuzwegstationen aus der gleichen Zeit. Aus dem frühen 18. Jahrhundert stammen die Holzfiguren am Chorbogen. Diese zeigen eine Immaculata und eine Schutzengelgruppe.